# Овсійчук Володимир Антонович
Володи́мир Анто́нович Овсійчу́к (28 липня 1924, Малий Скнит — 26 липня 2016, Львів) — український мистецтвознавець, педагог. Заслужений діяч мистецтв України. Доктор мистецтвознавства, професор кафедри сакрального мистецтва Львівської національної академії мистецтв. Член спеціалізованих Вчених рад із захисту кандидатських і докторських дисертацій. Завідувач відділу мистецтвознавства Інституту народознавства НАН України. Лауреат Державної премії України імені Тараса Шевченка та академічної премії імені Івана Франка. Член-кореспондент Академії мистецтв України.

## Біографія
Народився 28 липня 1924 року в селі Малий Скнит Славутського району Кам'янець-Подільської області (тепер Хмельницької області).
Із 1944 року на фронті. У складі Першого, а згодом Четвертого Українського фронтів пройшов бойовими дорогами Західної України, Польщі (через Краків), Чехословаччини. Був поранений.
Після війни — навчання у Ленінградському інституті живопису, скульптури і архітектури імені Іллі Рєпіна. Від 1947 року — студент історичного факультету Львівського державного університету імені Івана Франка, у Ермітажі здобуває диплом реставратора високої кваліфікації.
У 1966 році захистив кандидатську дисертацію, присвячену дослідженню мистецької культури Галичини. Працює у Львівській галереї мистецтв. Працює над реставрацією Олеського замку.
1989 року в Москві захищає докторську дисертацію на тему: «Українське мистецтво другої половини XVI — першої половини XVII ст. Гуманістичні та визвольні ідеї».
У творчому доробку — понад 135 наукових праць, у тому числі 15 монографій.
1994 рік — нагороджений Державною премією імені Тараса Шевченка.
Нагороджений орденом князя Ярослава Мудрого IV (2015) та V (2009) ступенів та ювілейною медаллю «20 років незалежності України» (2011).
30 серпня 2015  в Національному університеті «Острозька академія» відкрили Центр мистецтвознавства академіка Володимира Овсійчука. Митець подарував університету колекцію з 76 своїх полотен, серед яких пейзажі, автопортрети, портрети тощо та прочитав першокурсникам інавгураційну лекцію.
Помер у Львові 26 липня 2016 року, не доживши двох днів до свого 92-го дня народження. Похований на Личаківському цвинтарі (поле № 67).

## Праці
- Овсійчук В. А. Маляр з королівського замку // Жовтень, 1976. — № 3. — С. 121—129.
- Овсійчук В. А. Ансамбль Руської вулиці. — Л., 1972.
- Овсійчук В. А. Павло Домінічі Римлянин — архітектор львівський. — УММЗ, 1983. — С. 54—96.
- Овсійчук В. А. Українське мистецтво другої пол. XVI першої половини XVII століття. — Київ: Наукова думка, 1985. — 182 с.
- Овсійчук В. А. Майстри українського бароко. — К., 1991. — 400 с.
- Овсійчук В. А. Збереження українських ікон — нагальна справа сучасності // Старожитності. — 1991. — № 2—3. — С. 4—5.
- Овсійчук В. А. Малярі перехідної доби: роздуми над творчістю художників львівського Ренесансу Федька Сеньковича та Миколи Петрахновича. — ЗНТШ. — 1994. — т. 227. — С. 88—108.
- Овсійчук В. А. Українське малярство X — XVIII ст.: Пробл. кольору. — Львів, 1996.
- Овсійчук В. А. Оповідь про Ікону / В. Овсійчук, Д. Крвавич. — Львів: Ін-т народознавства НАН України, 2000. — 397 с.
- Овсійчук В. А. Класицизм і романтизм в українському мистецтві. — К.: Дніпро, 2001.
- Овсійчук В. А. Проблеми духовності у мистецтві Київської Русі-України.
- Овсійчук В. А. Українська ікона Х — ХІІІ ст.: Духовний і художній феномен.
- Крвавич Д. П., Овсійчук В. А., Черепанова С. О. Українське мистецтво. — Львів: Світ, 2003. — Т.1. — 256 с. — ISBN 966-603-202-3. — ISBN 966-603-203-1.
- Крвавич Д. П., Овсійчук В. А., Черепанова С. О. Українське мистецтво. — Львів: Світ, 2004. — Т.2.
- Крвавич Д. П., Овсійчук В. А., Черепанова С. О. Українське мистецтво: Навч. посібн.: У 3 ч. — Львів: Світ, 2005. — Ч. 3. — 286 с. — ISBN 966-603-202-3.966—603-205-8 (ч. 3).
- Овсійчук В. А. Мистецька спадщина Тараса Шевченка у контексті європейської художньої культури. — Львів: Інститут народознавства НАН України, 2008. — 414 с.